# Henri de Hesse-Darmstadt (1838-1900)
Ne doit pas être confondu avec Henri de Hesse-Darmstadt (1674-1741).
Henri Louis Guillaume Adalbert Valdemar Alexandre de Hesse-Darmstadt (né le 28 novembre 1838 à Bessungen et mort le 16 septembre 1900 à Munich) est prince de Hesse et du Rhin et général de cavalerie.

## Biographie

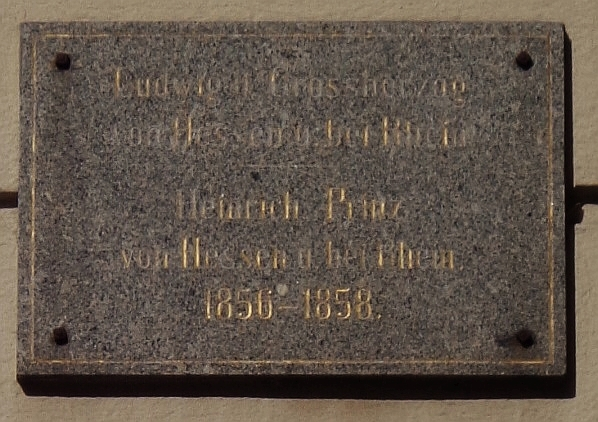
Plaque commémorative pour le grand-duc Louis II de Hesse (1777-1848) et Henri de Hesse-Darmstadt (1838-1900) à Göttingen

Henri est le fils cadet du prince Charles de Hesse-Darmstadt (1809-1877) et de la princesse Élisabeth de Prusse (1815-1885), fille du prince Guillaume de Prusse. Son frère aîné est le grand-duc Louis IV de Hesse et sa sœur cadette Anne est la grande-duchesse de Mecklembourg-Schwerin.
Henri étudie à Göttingen et Gießen. Depuis le 11 avril 1854, il sert comme lieutenant dans le régiment de la Garde du Corps de Hesse et rejoint l'armée le 22 janvier 1859 en tant que capitaine dans l'armée prussienne. Dans la guerre contre le Danemark, Henri participe aux batailles de Missunde, Rackebüll et Wielhoi. Lieutenant-colonel depuis le 8 juin 1866, il combat pendant la guerre austro-prussienne dans les batailles d'Hühnerwasser, Münchengrätz, Jacobau et dans la bataille de Sadowa puis prend en charge le 17 septembre 1866 le 2e régiment d'uhlans de la Garde en tant que commandant. Pendant la guerre franco-prussienne de 1870/71, il obtint la croix de fer de 2e et de 1re classe en tant que commandant de la 14e brigade d'infanterie stationnée à Düsseldorf. Generalmajor en 1873, il cède le commandement de la brigade qu'il dirige en 1876 au Generalmajor Friedrich Wilhelm von Rauch en 1876. En 1879, il devient commandant de la 25e division d'infanterie grande-ducale hessoise et peu après lieutenant général. Le 21 août 1884, Henri reçoit le grade de général commandant et deux ans plus tard, le 18 septembre 1886, il est promu général de cavalerie. Le 7 juillet 1887, Henri fut mis à la retraite à sa demande. Depuis 1892, il vivait à Munich. Henri de Hesse-Darmstadt est enterré dans l'ancien mausolée (de) du parc Rosenhöhe.
Henri laisse des journaux de guerre.
En raison de la constitution du grand-duché de Hesse, le prince Henri est membre de la première Chambre des États du grand-duché de Hesse (de) de 1881 à 1900.

### Famille
Heinrich contracte une union morganatique le 28 février 1878 à Darmstadt avec Caroline Willich gen. von Pöllnitz (1848–1879), qui est élevée au rang de «baronne de Nidda» à l'occasion du mariage. Avec elle, il a un fils :
- Karl (1879-1920), "comte de Nidda" 1883

Sa deuxième épouse, également morganatique, devient le 20 septembre 1892 à Darmstadt Emilie Hržić de Topuska (1868-1961), qui est élevée au rang de "baronne de Dornberg" en 1895. Il a un fils avec elle :
- Elimar (1893-1917), baron de Dornberg

## Ascendance
|  |                                                  |  |  |  |  |  |  |  |  |  |  |  |  |
|  | Louis Ier de Hesse (1753–1830)                   |  |  |  |  |  |  |  |  |  |  |  |  |
|  |                                                  |  |  |  |  |  |  |  |  |  |  |  |  |
|  |                                                  |  |  |  |  |  |  |  |  |  |  |  |  |
|  | Louis II de Hesse (1777–1848)                    |  |  |  |  |  |  |  |  |  |  |  |  |
|  |                                                  |  |  |  |  |  |  |  |  |  |  |  |  |
|  |                                                  |  |  |  |  |  |  |  |  |  |  |  |  |
|  | Louise de Hesse-Darmstadt (1761–1829)            |  |  |  |  |  |  |  |  |  |  |  |  |
|  |                                                  |  |  |  |  |  |  |  |  |  |  |  |  |
|  |                                                  |  |  |  |  |  |  |  |  |  |  |  |  |
|  | Charles de Hesse-Darmstadt (1809–1877)           |  |  |  |  |  |  |  |  |  |  |  |  |
|  |                                                  |  |  |  |  |  |  |  |  |  |  |  |  |
|  |                                                  |  |  |  |  |  |  |  |  |  |  |  |  |
|  | Charles-Louis de Bade (1755–1801)                |  |  |  |  |  |  |  |  |  |  |  |  |
|  |                                                  |  |  |  |  |  |  |  |  |  |  |  |  |
|  |                                                  |  |  |  |  |  |  |  |  |  |  |  |  |
|  | Wilhelmine de Bade (1788–1836)                   |  |  |  |  |  |  |  |  |  |  |  |  |
|  |                                                  |  |  |  |  |  |  |  |  |  |  |  |  |
|  |                                                  |  |  |  |  |  |  |  |  |  |  |  |  |
|  | Amélie de Hesse-Darmstadt (1754–1832)            |  |  |  |  |  |  |  |  |  |  |  |  |
|  |                                                  |  |  |  |  |  |  |  |  |  |  |  |  |
|  |                                                  |  |  |  |  |  |  |  |  |  |  |  |  |
|  | Henri de Hesse-Darmstadt                         |  |  |  |  |  |  |  |  |  |  |  |  |
|  |                                                  |  |  |  |  |  |  |  |  |  |  |  |  |
|  |                                                  |  |  |  |  |  |  |  |  |  |  |  |  |
|  | Frédéric-Guillaume II de Prusse (1744–1797)      |  |  |  |  |  |  |  |  |  |  |  |  |
|  |                                                  |  |  |  |  |  |  |  |  |  |  |  |  |
|  |                                                  |  |  |  |  |  |  |  |  |  |  |  |  |
|  | Guillaume de Prusse (1783–1851)                  |  |  |  |  |  |  |  |  |  |  |  |  |
|  |                                                  |  |  |  |  |  |  |  |  |  |  |  |  |
|  |                                                  |  |  |  |  |  |  |  |  |  |  |  |  |
|  | Frédérique-Louise de Hesse-Darmstadt (1751–1805) |  |  |  |  |  |  |  |  |  |  |  |  |
|  |                                                  |  |  |  |  |  |  |  |  |  |  |  |  |
|  |                                                  |  |  |  |  |  |  |  |  |  |  |  |  |
|  | Élisabeth de Prusse (1815–1885)                  |  |  |  |  |  |  |  |  |  |  |  |  |
|  |                                                  |  |  |  |  |  |  |  |  |  |  |  |  |
|  |                                                  |  |  |  |  |  |  |  |  |  |  |  |  |
|  | Frédéric V de Hesse-Hombourg (1748–1820)         |  |  |  |  |  |  |  |  |  |  |  |  |
|  |                                                  |  |  |  |  |  |  |  |  |  |  |  |  |
|  |                                                  |  |  |  |  |  |  |  |  |  |  |  |  |
|  | Marie-Anne-Amélie de Hesse-Hombourg (1785–1846)  |  |  |  |  |  |  |  |  |  |  |  |  |
|  |                                                  |  |  |  |  |  |  |  |  |  |  |  |  |
|  |                                                  |  |  |  |  |  |  |  |  |  |  |  |  |
|  | Caroline de Hesse-Darmstadt (1746–1821)          |  |  |  |  |  |  |  |  |  |  |  |  |
|  |                                                  |  |  |  |  |  |  |  |  |  |  |  |  |
|  |                                                  |  |  |  |  |  |  |  |  |  |  |  |  |

## Décorations militaires
- Commandeur et étoile de l'ordre de la maison royale de Hohenzollern avec épées le 19. octobre 1866
- Ordre de l'Aigle noir le 9 avril 1877
- Grand-Croix de l'Étoile de Roumanie le 15 septembre 1880
- Grand-Croix de l'ordre de la Maison d'Albert l'Ours le 6 juin 1884
- Pour le Mérite le 7 juillet 1887
- Chevalier Grand-Croix de l'ordre du Bain (département militaire) le 1er novembre 1893